# Inmersión (matemática)

La botella de Klein, inmersa en el espacio tridimensional.

En matemáticas, una inmersión es una aplicación diferenciable entre variedades diferenciables cuya derivada es inyectiva en todo punto. Explícitamente, f : M → N es una inmersión si:

{\displaystyle D_{p}f:T_{p}M\to T_{f(p)}N\,}

es una función inyectiva en cada punto p de M (donde la notación TpX representa el espacio tangente de X en el punto p). Equivalentemente, f es una inmersión si su derivada tiene rango constante e igual a la dimensión de M:

{\displaystyle \operatorname {rango} \,D_{p}f=\dim M}

La propia función f no necesariamente debe ser inyectiva, sólo su derivada.
Un concepto relacionado es el de encaje (embedding). Un encaje es una inmersión inyectiva f : M → N que también es un encaje topológico, de tal manera que M es difeomórfica con su imagen en N. Una inmersión es claramente un encaje local, es decir, para un punto x ∈ M existe una vecinidad, U ⊂ M, de x  tal que f: U → N es un encaje, y recíprocamente un encaje local es una inmersión. Para variedades de dimensión infinita, esto a veces se toma como la definición de inmersión.

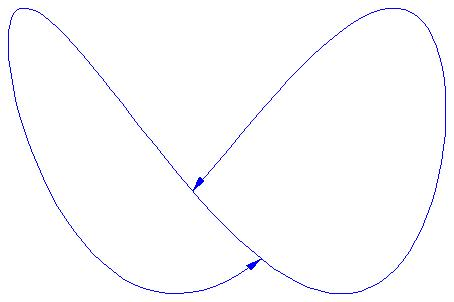
Una subvariedad inyectivamente inmersa que no es un encaje.

Si M es compacto, una inmersión inyectiva es un encaje, pero si M no es compacto entonces las inmersiones inyectivas no son necesariamiente encajes, análogamente a la relación que existe entre biyecciones continuas y homeomorfismos.

## Homotopía regular
Una homotopía regular entre dos inmersiones f y g de una variedad M a otra variedad N se define como una aplicación diferenciable H : M × [0,1] → N al que para todo t in [0, 1] la función Ht: M → N definida por Ht(x) = H(x, t) para todo x ∈ M es una inmersión, con H0 = f, H1 = g. Una homotopía regular es por tanto una homotopía de inmersiones.

## Clasificación
Hassler Whitney inició el estudio sistemático de las inmersiones y las homotopías regulares en los años 1940, y demostró que para 2m < n+1 toda aplicación f: Mm → Nn de una variedad m-dimensional a una variedad n-dimensional es homotópica con una inmersión, y de hecho lo es a un encaje para 2m < n; estos dos resultados constituyen el teorema de inmersión de Whitney y el teorema de encaje de Whitney.
Stephen Smale expresó las clases de inmersión de homotopías regulares f : Mm → Rn como los grupos de homotopía de una variedad de Stiefel. La eversión de la esfera es un consecuencia particularmente notable de este hecho. Morris Hirsch generalizó la expresión de Smale a una descripción en el marco de la teoría de la homotopía de las clases de homotopía regular de inmersiones de variedades m-dimensionales Mm en variedades n-dimensionales. La clasificación de Hirsch-Smale de las inmersiones fue generalizadas más aún por Mikhail Gromov.

## Existencia

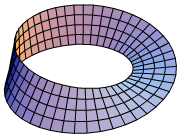
La banda de Möbius no puede ser inmersa en codimensión 0 porque su fibrado tangente es no-trivial.

El obstáculo principal para la existencia de una inmersión i : Mm → Rn es el fibrado normal estable de M, como es exhibido por sus clases características, particularmente sus clases de Stiefel-Whitney. Es decir, puesto que {\displaystyle \scriptstyle \mathbb {R} ^{n}} es paralelizable, el pullback de su fibrado tangente a M es trivial, puesto que este pullback es la suma directa del fibrado tangente (intrínsecamente definido) TM, que tiene dimensión m, y del fibrado normal ν de la inmersión i, que tiene dimensión n-m. 